# Woodie Wilson
Woodie Wilson (* 8. August 1925 in Mobile, Alabama; † 13. September 1994) war ein US-amerikanischer Rennfahrer, dessen größter Erfolg die Auszeichnung als NASCAR Rookie of the Year des Jahres 1961 war.

## Karriere
Wilson gab am 10. Juli 1949 auf dem Daytona Beach Road Course sein Debüt in der Strictly Stock Series, die heute als Sprint Cup bekannt ist. Es gelang ihm, seinen Wagen aus Unfällen rauszuhalten, so dass er das Rennen auf dem 17. Platz beendete. In den folgenden Jahren tauchte er nicht mehr in bedeutenden Division der NASCAR auf. Erst 1955 bestritt er wieder ein Rennen in der höchsten Division der NASCAR, der Grand National. Dieses Rennen fand auf dem Memphis-Arkansas Speedway statt, war aber für Wilson aufgrund einer Motorüberhitzung nach nur 18 Runden wieder beendet. Daraufhin nahm er erneut für einige Jahre an keinem Grand-National-Rennen teil, ehe er im Jahre 1961 zurückkehrte und fünf Rennen bestritt. Diese fünf Rennen, von denen er eines in den Top 10 beendete, reichten ihm, um die Auszeichnung als NASCAR Rookie of the Year des Jahres 1961 zu erhalten. In der Saison 1962 bestritt Wilson nur noch drei Rennen. Eines davon war ein Qualifikationsrennen zum Daytona 500, welches er auf dem siebten Platz beendete, was für ihn die beste Platzierung seiner Karriere in der Grand National bedeutete. Am 28. Oktober 1962 fuhr er letztmals in einem Grand-National-Rennen. Woodie Wilson verstarb am 13. September 1994.